# Ségrégation (technique)
Pour les articles homonymes, voir Ségrégation.
La ségrégation, appelée aussi parfois degré de ségrégation, est une caractéristique des mélanges. 
Un mélange peut être macroscopique homogène, toutefois au niveau microscopique, l'homogénéité varie entre 2 états:
- le mélange parfait, ou microfluide, avec un mélange au niveau moléculaire où les molécules se meuvent de manière totalement libre

- la ségrégation totale, ou macrofluide, avec un mélange composé d'agrégat de molécules se déplaçant ensemble dans le fluide sans échanger avec ce dernier